# Xenacoelomorpha
Xenacoelomorpha /ˌzɛnəˌsɛloʊˈmɔːrfə/ là một ngành của động vật không xương sống và Bilateria, bao gồm 2 nhóm chị em: Xenoturbellida và Acoelomorpha. Đây là một ngành mới và được đặt tên vào tháng 2 năm 2011.